# Công trường Công xã Paris
Công trường Công xã Paris là khu vực công cộng bao quanh nhà thờ chính tòa Đức Bà Sài Gòn, được giới hạn bởi đường Lê Duẩn và đường Nguyễn Du ở hai đầu tại Quận 1, Thành phố Hồ Chí Minh, Việt Nam. Đây cũng là điểm khởi đầu của đường Đồng Khởi, con phố thương mại sầm uất nổi tiếng của thành phố. Xung quanh có hai công trình kiến trúc nổi tiếng được xây dựng từ thời Pháp thuộc là Nhà thờ Đức Bà và Bưu điện Sài Gòn.

## Lịch sử

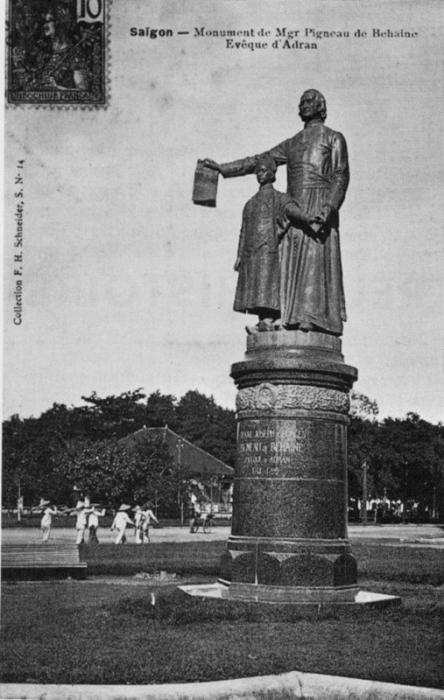
Tượng Bá Đa Lộc và Hoàng tử Cảnh tại công trường, khoảng đầu thập niên 1900

Lễ đặt tên công trường Tổng thống John F. Kennedy, năm 1964

Thời Pháp thuộc, khu đất có tên là place de la Cathédrale (tạm dịch: "quảng trường Nhà thờ chính tòa"), ở giữa chính quyền thuộc địa cho dựng bức tượng đồng thể hiện hình tượng giáo sĩ Bá Đa Lộc che chở Hoàng tử Cảnh. Tượng này tồn tại từ năm 1903 đến tháng 10 năm 1945 thì bị phá đi, để lại bệ tượng bỏ trống. Đến năm 1959, tín đồ Công giáo Rôma dựng tượng Đức Bà Hòa Bình tại đây, từ đó khu đất này còn được gọi công trường Hòa Bình. Tháng 5 năm 1964, Nguyễn Khánh chủ trì buổi lễ đổi tên nơi này thành công trường Tổng thống John F. Kennedy, vinh danh vị Tổng thống Mỹ bị ám sát hồi năm 1963. Sau sự kiện 30 tháng 4 năm 1975, chính quyền đổi tên mới theo một sự kiện lịch sử diễn ra vào cuối thế kỷ 19 tại Pháp là Công xã Paris.

## Kiến trúc nổi bật
- Nhà thờ chính tòa Đức Bà Sài Gòn - số 1 Công xã Paris
- Bưu điện trung tâm Sài Gòn - số 2 Công xã Paris